# Andra and The BackBone
Andra and The BackBone – indonezyjski zespół muzyczny z Dżakarty, wykonujący muzykę z gatunków takich jak rock alternatywny, hard rock i pop rock. Został założony w 2007 roku.
Wśród przebojów, które wypromowali, są m.in. utwory „Musnah” i „Sempurna”, później popularyzowane przez wokalistki Mulan Jameelę i Gitę Gutawę. Utwór „Musnah” przyniósł im prestiżową nagrodę AMI (Anugerah Musik Indonesia). W 2014 r. otrzymali AMI w kategorii najlepszy album rockowy/metalowy, za album Victory.
W skład formacji wchodzą: Dedy Lisan – wokal, Andra Junaidi Ramadhan – gitara, Stevie Morley Item – gitara.
Jeden z członków grupy – Andra Junaidi – jest także związany z zespołem Dewa 19, a siostra gitarzysty Stevie’go Itema – Audy Item – jest znaną piosenkarką.

## Dyskografia
Albumy studyjne
- 2007: Andra and the BackBone
- 2008: Season 2
- 2010: Love, Faith & Hope
- 2012: IV

Kompilacje
- 2008: The Best of Republik Cinta Vol. 1
- 2009: The Best of Republik Cinta Vol. 2
- 2013: Victory